# Cassina Valsassina
Cassina Valsassina – miejscowość i gmina we Włoszech, w regionie Lombardia, w prowincji Lecco.
Według danych na rok 2004 gminę zamieszkiwało 457 osób, 228,5 os./km².